# تشهارطاق (غلزار بردسير)
تشهارطاق (بالفارسية: چهارطاق) هي قرية تقع في إيران في البلدة المركزية. يقدر عدد سكانها بـ 427 نسمة بحسب إحصاء 2016.